# Peñíscola
Peñíscola (en valenciano Peníscola y oficialmente Peníscola/Peñíscola) es un municipio de la Comunidad Valenciana, España, situado en la costa norte de la provincia de Castellón, en la comarca del Bajo Maestrazgo. Cuenta con una población de 7882 habitantes (Argos GVA 2021). Posee título de ciudad desde 1707. Desde enero de 2013, Peñíscola forma parte de la red Los pueblos más bonitos de España.

## Geografía
Integrado en la comarca de Bajo Maestrazgo, se sitúa a 73 kilómetros de la capital provincial. El término municipal está atravesado por la autopista del Mediterráneo (AP-7) y por la carretera nacional N-340, entre los pK 1036 y 1041, además de por una carretera local que conecta con Cálig. La ciudad se sitúa en un tómbolo, una península rocosa, en origen unida a tierra solamente por un istmo de arena, que hacía fácil su defensa, aunque ocasionalmente se inundaba y quedaba sepultado bajo el agua del mar. Actualmente, debido a la construcción del puerto y de los edificios en el istmo, este curioso hecho ha desaparecido. Sobre la peña se levanta su casco viejo, del que sobresale el castillo del Papa Luna, dividiendo la costa de Peñíscola en dos mitades absolutamente diferentes. 
Dispone de amplias playas tanto al norte como al sur de la península del castillo. El término municipal de Peñíscola incluye una de las sierras litorales más vírgenes de la costa valenciana, la sierra de Irta, que acaba en el mar en una costa rocosa baja y en algunos puntos, de altos acantilados, como el de la Badum. La sierra ocupa las dos terceras partes meridionales del término de 81 km². La parte septentrional es una pequeña llanura aluvial que comparte con Benicarló y que llega desde el mar hasta las cimas del Puig.
La altitud oscila entre los 572 metros en la sierra de Irta y el nivel del mar. La ciudad se alza a apenas 5 metros sobre el nivel del mar, si bien, el castillo se eleva en una zona rocosa a 66 metros de altitud. 
| Noreste: Cálig y Cervera del Maestre | Norte: Benicarló       | Noreste: Mar Mediterráneo |
| Oeste: Santa Magdalena de Pulpis     |                        | Este: Mar Mediterráneo    |
| Suroeste: Alcalá de Chivert          | Sur: Alcalá de Chivert | Sureste: Mar Mediterráneo |

### Clima
El clima es cálido y templado en Peñíscola. A lo largo del año, las precipitaciones en Peñíscola alcanzan un monto pluviométrico de 499 mm en promedio. De acuerdo con Köppen y Geiger el clima se clasifica como Csa. La temperatura media anual en Peñíscola alcanza los 17,2 °C. 
El mes más seco es julio mientras que las mayores precipitaciones se dan en octubre. El mes más caluroso del año, con un promedio de 25,0 °C, es agosto. El mes más frío del año, con un promedio de 10,0 °C, es enero. La diferencia en la precipitación entre el mes más seco y el mes más lluvioso es de 66 mm. Las temperaturas medias varían durante el año unos 15,0 °C.

## Historia

### Prehistoria y Edad Antigua
Son abundantes los vestigios arqueológicos hallados en las cercanías del tómbolo, en los yacimientos de Poaig y Els Barrancs, que confirman el poblamiento de la zona por algún pueblo ibérico (ilercavones), así como la relación entre estos y los mercaderes fenicios que llegaron por mar (s. VII a. C.-s. VI a. C.). En Peñíscola se asentaron, probablemente, los fenicios procedentes de Tiro y poco después los griegos de Zacinto. Más tarde llegarían por mar cartagineses, romanos, bizantinos y árabes.
Los testimonios escritos más antiguos y verosímiles acerca del conocimiento de Peñíscola en el orbe antiguo, cabe buscarlos, sin embargo, en las citas de Hecateo (siglo VI a. C.), Estrabón (siglo I a. C.) y Rufo Festo Avieno (siglo IV a. C.) que en sus descripciones de la costa mencionan la ciudad de Quersónesos (Χερσόνησος), nombre que darían los griegos a la ciudad y cuya traducción significa península.

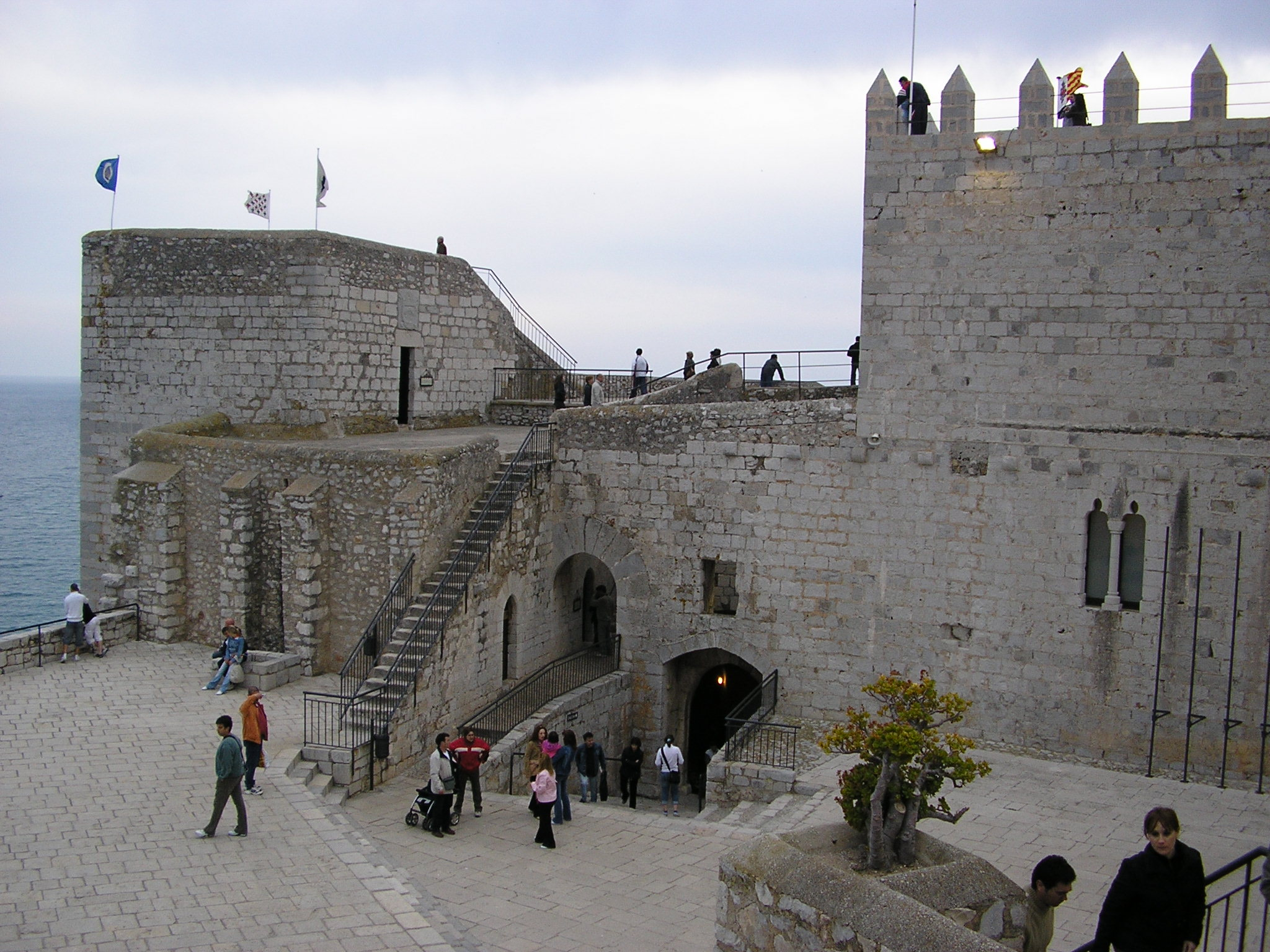
Patio de armas del castillo.

Peñíscola, colonia griega y romana, será importante puerto a través del que entrarán productos manufacturados (cerámica, telas, armas, etc.) que los colonizadores intercambiarán por el preciado vino y aceite de oliva de los íberos que poblaban las sierras del litoral.
Serán los romanos, quienes al traducir el nombre griego de la ciudad al latín (al decir de prestigiosos filólogos, en la forma vulgar paene + insula, «casi + isla») darán origen al topónimo actual de Peníscola (forma autóctona del valenciano). La forma Peñíscola en castellano se originó a raíz de una alteración al traducirse del valenciano, debida al cruce con la palabra «peña».

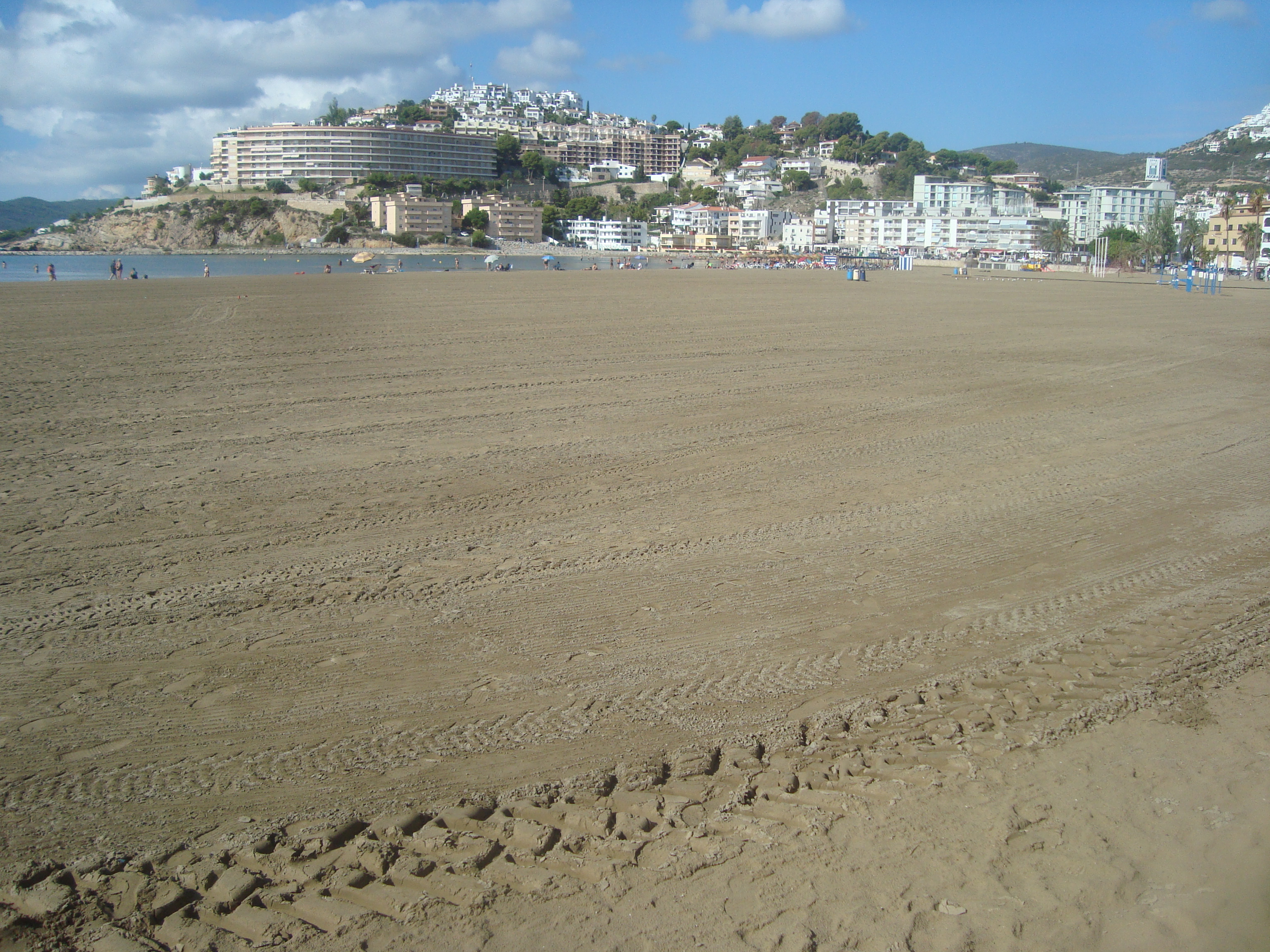
Playa Sur de Peñíscola

### Edad Media
Desde el año 718 en que Tarik concluye la conquista hasta 1233, la ciudad de Peñíscola vive bajo dominio musulmán. Se conocen escasos detalles de esta época. Los geógrafos árabes aluden a Peñíscola (a la que llamarán Banáskula o Baniskula por adaptación del topónimo a su lengua) como castillo inexpugnable junto al mar, que está poblado, tiene alquerías, cultivos, abundancia de aguas e importantes salinas. Desde la fortaleza, que será frontera con la cristiandad, los moros piratean el litoral y realizan incursiones en Cataluña.
Peñíscola será cuna de personajes ilustres como el Rey Lobo 'Mohamed ben San, Aben Mardanis' (1124) que logrará mantener un reino musulmán en el sudeste de la península ibérica frente a los invasores bereberes, y el literato Alí Albatá, que intervendrá en las negociaciones con el rey Jaime I.
Aunque ya lo había intentado en 1225 sitiándola durante dos meses, no será hasta 1233 cuando Jaime I tomará posesión de la ciudad de Peñíscola, recuperando también el dominio sobre el mar. Será una conquista pacífica. Tras la caída de Burriana que deja aislados los castillos musulmanes del norte, la ciudad se entregará sin lucha y bajo ciertos pactos que respetaban las leyes y costumbres sarracenas.
El 28 de enero de 1251, sin embargo, Jaime I de Aragón otorgará carta de población a la ciudad a fuero de Valencia, en virtud de la cual desposeerá a los moros de todos sus bienes y propiedades, que entregará a los nuevos pobladores cristianos. Esta medida propiciará la consolidación demográfica y económica de la ciudad, iniciándose una etapa de prosperidad.
Entre los años 1294 y 1307 fue construido el actual castillo Templario sobre los restos de la alcazaba árabe. Los promotores fueron frey Berenguer de Cardona, que era el Maestre de la Orden del Temple en Aragón y Cataluña, y frey Arnaldo de Banyuls, que era el Comendador de Peñíscola. Los escudos de ambos se conservan esculpidos en piedra formando fajas heráldicas situadas por encima de la puerta de acceso al castillo y también sobre la puerta de la basílica.

#### El Cisma de Occidente
A caballo entre dos siglos, siglo XIV y siglo XV, el Cisma de Occidente marcaría la historia de la Iglesia con la presencia simultánea de dos papas. Uno de ellos fue Pedro Martínez de Luna, más conocido como el Papa Luna. Sustituyó a Clemente VII como papa de Aviñón con el nombre de Benedicto XIII, al tiempo que otro papa se instalaba en Roma con la obediencia de ingleses, alemanes e italianos. Desautorizado, el Papa Luna se autoexilió a Peñíscola donde entraba el 21 de julio de 1411 asentando allí la sede pontificia y convirtiendo su castillo en palacio y biblioteca pontificia tanto para él como para su sucesor, Clemente VIII, el también aragonés Gil Sánchez Muñoz, segundo papa de Peñíscola, el cual, tras la muerte de Benedicto XIII el 23 de mayo de 1423, fue elegido en Peñíscola por los partidarios del Papa Luna y gobernó entre 1424 y 1429. Su renuncia al cargo acabó con el Cisma de Occidente.
Tras el periodo pontificio Peñíscola regresa a la jurisdicción real, siendo una de las villas de realengo del Reino de Valencia, al igual que Morella, Burriana, Játiva, Alcira, etc.

### Edad Moderna

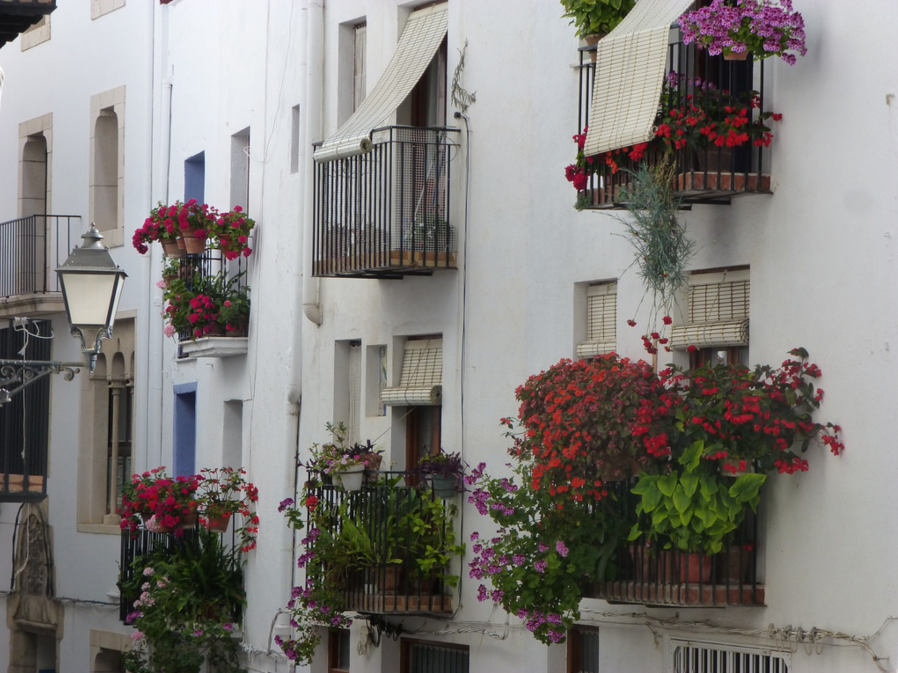
Casas junto al puerto deportivo.

Durante la época moderna se construyen las murallas renacentistas, finalizándose en 1578, a cargo del arquitecto militar de Felipe II, Giovanni Battista Antonelli, siendo uno de los ejemplos más relevantes de fortificación del Mediterráneo. Guardan un gran parecido con las murallas de Ibiza. La razón de estas construcciones fue la gran presión de la piratería y la amenaza turca en el siglo XVI.
Durante las Germanías, el castillo de Peñíscola fue refugio del virrey de Valencia.
Tras un periodo de crisis local a finales del siglo XVII, después del cambio dinástico a los Borbones, la población protagonizó uno de los capítulos más relevantes de su historia. Se declaró partidaria del bando borbónico, junto a su gobernador militar, Sancho de Echeverría y Orcolaga.
El Reino de Valencia en su mayoría era partidario del aspirante al trono austríaco, al igual que el resto de reinos de la Corona de Aragón, por lo cual Peñíscola fue sitiada durante dos años, principalmente por destacamentos ingleses y neerlandeses. Uno de los capítulos más relevantes de este sitio fue la llamada «Batalla de las Trincheras».
Finalmente, tras resultar vencedor de la guerra de sucesión española, Felipe V declara a Peñíscola como ciudad, con los títulos de «Muy Noble, Leal y Fidelísima Ciudad». Así mismo, fue beneficiada fiscalmente y su consejo ennoblecido.
Recuerdo de aquel episodio es la iglesia-ermitorio de la Virgen de la Ermitana, construida por el gobernador militar de la ciudad, Sancho de Echevarría.

### Edad Contemporánea

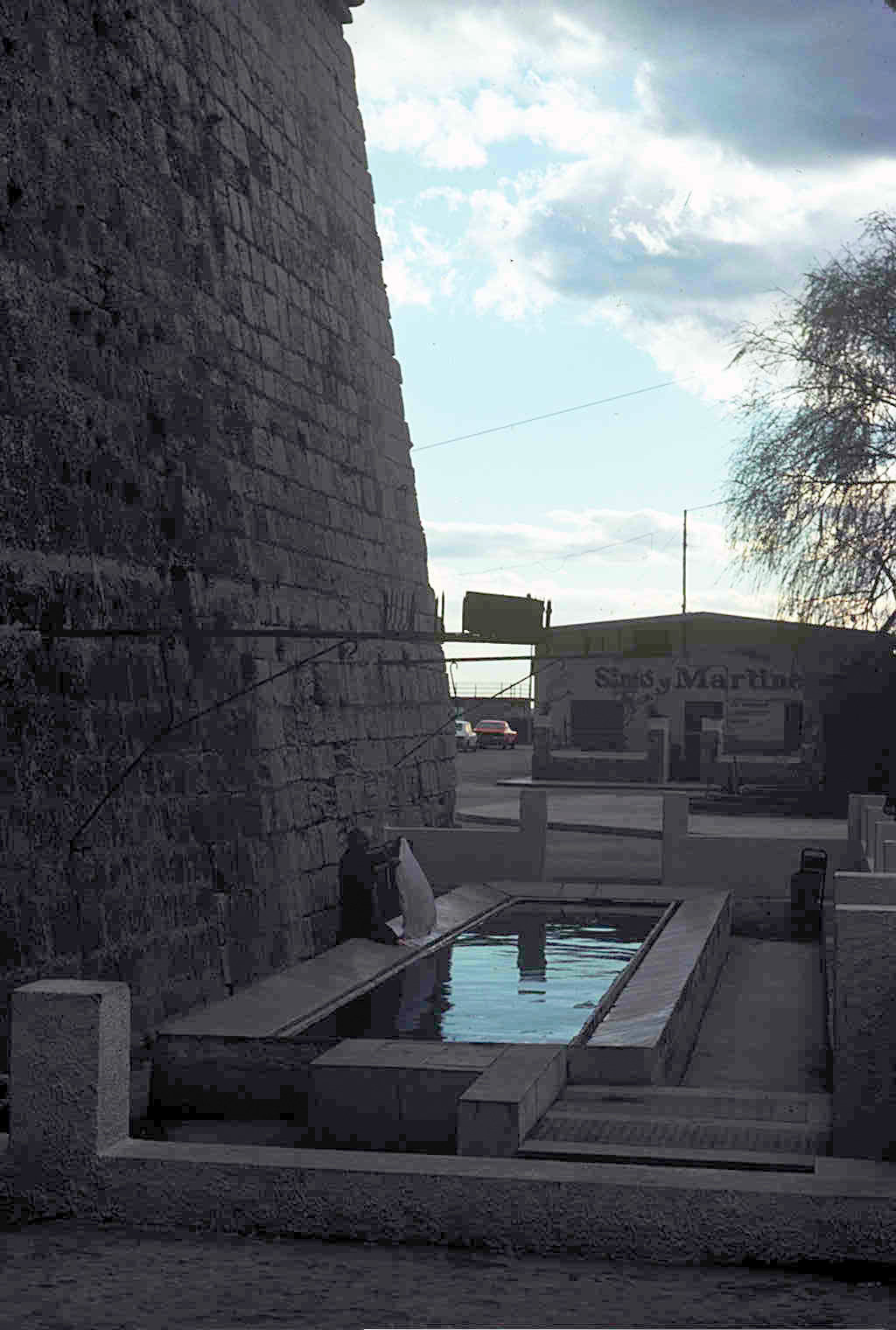
El antiguo lavadero público de Peñíscola al pie de las murallas en 1978.

Durante la ocupación francesa Peñíscola fue objeto de operaciones militares por su valor estratégico y militar, conquistada por el general napoleónico Suchet, el 2 de febrero de 1812, la población fue expulsada de la ciudadela, refugiándose en la sierra de Irta. Posteriormente fue reconquistada por el general Francisco Javier de Elío el 25 de mayo de 1814, tras un intenso bombardeo que asoló todo el caserío.
Durante el XIX y principios del XX, las principales actividades económicas de la ciudad fueron la agricultura y la pesca. Destacó la producción de vino, muy apreciado y exportado a través del cercano puerto de Benicarló. Tras la epidemia de la filoxera, los cultivos de secano locales se centraron en el algarrobo, el olivo y el almendro.
En 1922 se finalizó la construcción del puerto pesquero, infraestructura muy reclamada por el sector debido a la cantidad de muertes que regularmente sucedían entre los pescadores a causa de los temporales.
Tras la Guerra Civil, que en Peñíscola causó numerosos estragos, se fue popularizando una nueva actividad económica que había empezado tímidamente a principios de siglo, el turismo. El punto de inflexión resultó el rodaje de dos películas, Calabuch (1956, Luis García Berlanga) y la superproducción El Cid (1962, Anthony Mann), que dieron a conocer la ciudad.

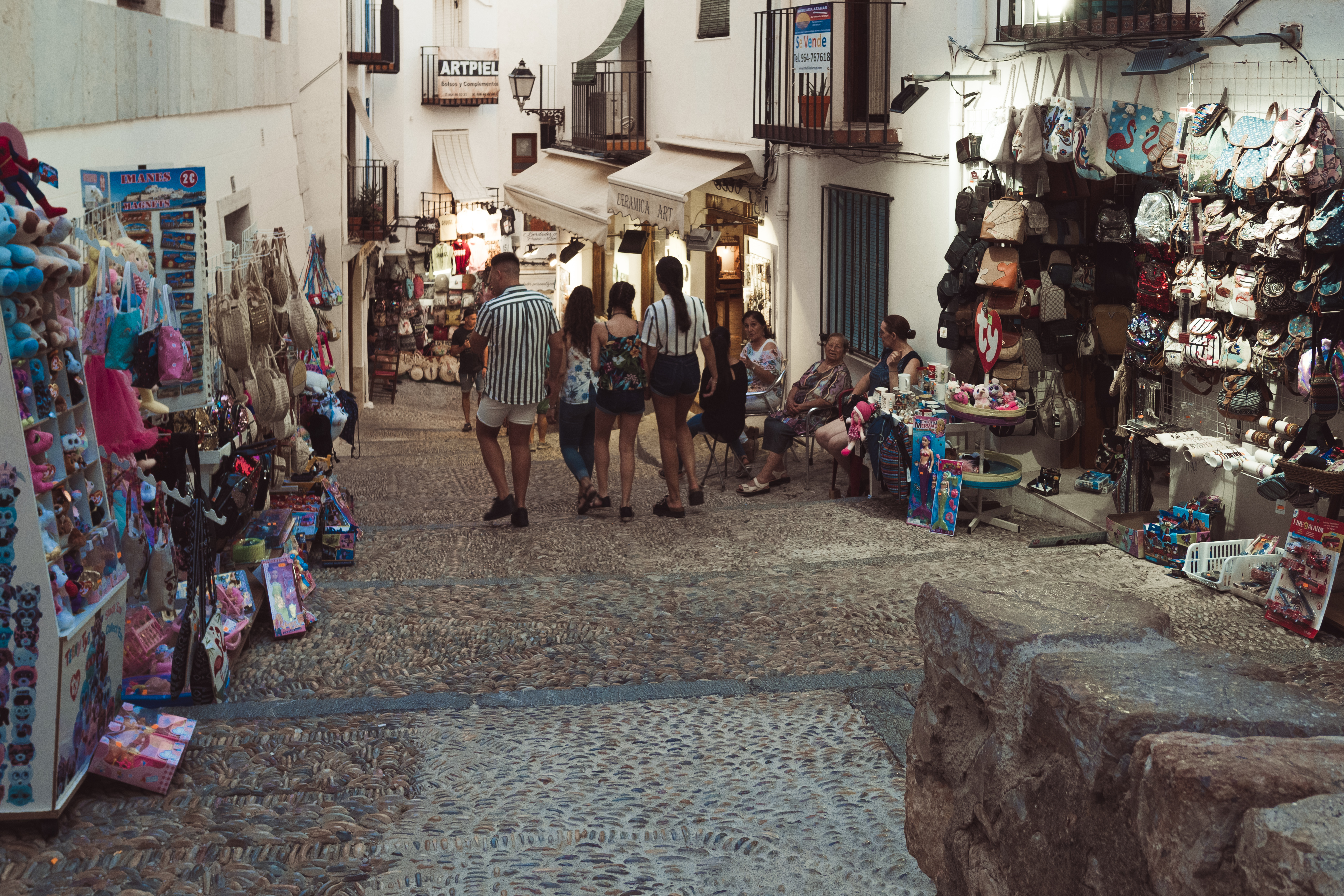
Calle con tiendas de suvenires

En la actualidad el sector turístico representa el principal motor económico de la ciudad, y supone una transformación permanente de la misma. Pero esta actividad económica también presenta algunos conflictos con el medio ambiente aunque el Ayuntamiento está creando nuevas zonas verdes para el disfrute de familias, turistas, etc.

## Demografía
Peñíscola cuenta con una población de 8496 habitantes (INE 2024).
| Gráfica de evolución demográfica de Peñíscola entre 1842 y 2021 |
| |
| Población de derecho según los censos de población del INE Población de hecho según los censos de población del INEEn estos censos se denominaba Peñíscola: 1842, 1857, 1860, 1877, 1887, 1897, 1900, 1910, 1920, 1930, 1940, 1950, 1960, 1970, 1981, 1991 y 2001 |

| Nacionalidad | Hombres | Mujeres | Total | %      | Proporción |
| ------------ | ------- | ------- | ----- | ------ | ---------- |
| Española     | 2960    | 2895    | 5855  | 71.3 % |            |
| Extranjera   | 1214    | 1141    | 2355  | 28.6 % |            |

## Monumentos y lugares de interés

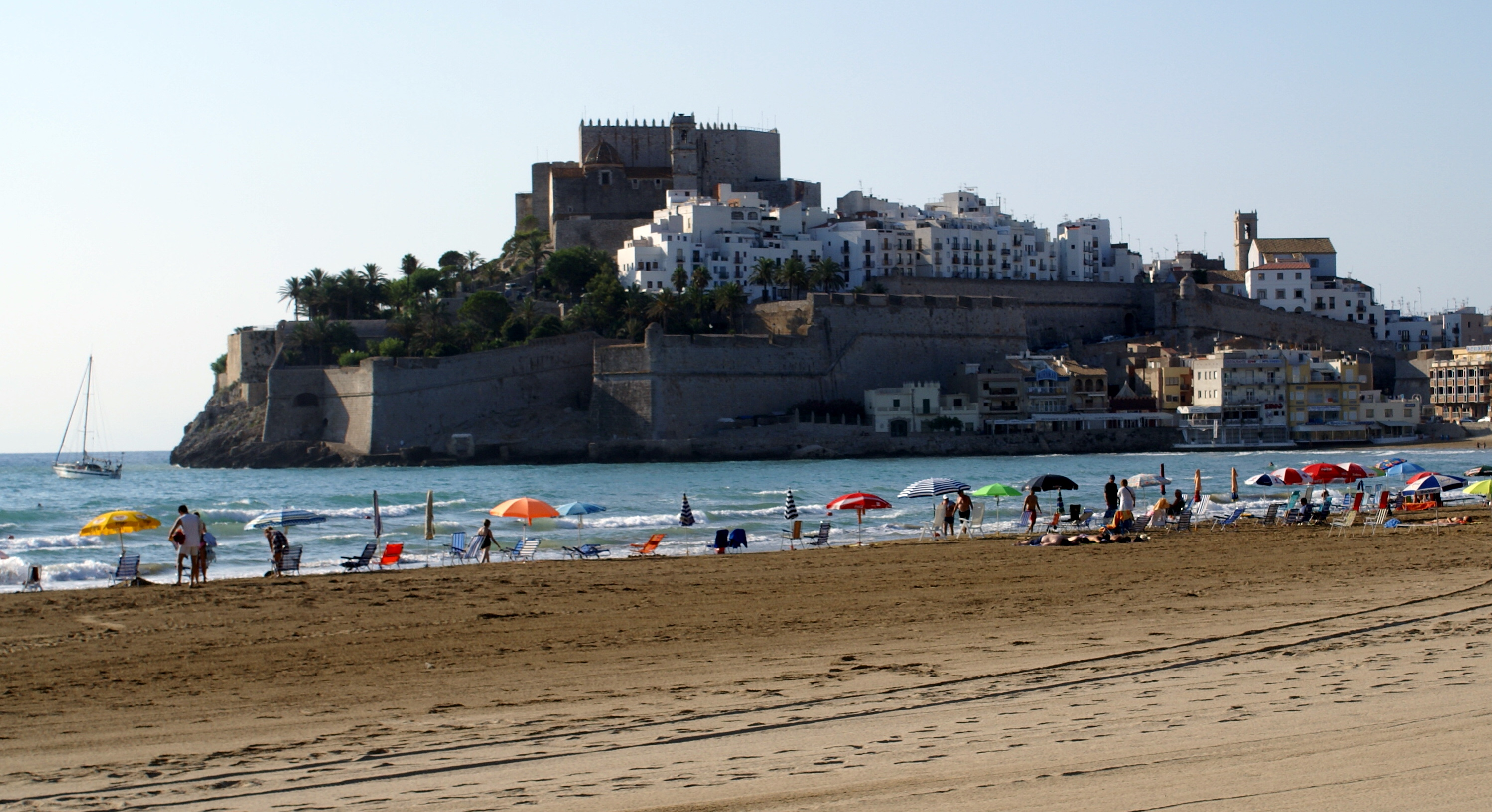
Vista del casco histórico de Peñíscola con el castillo al fondo.

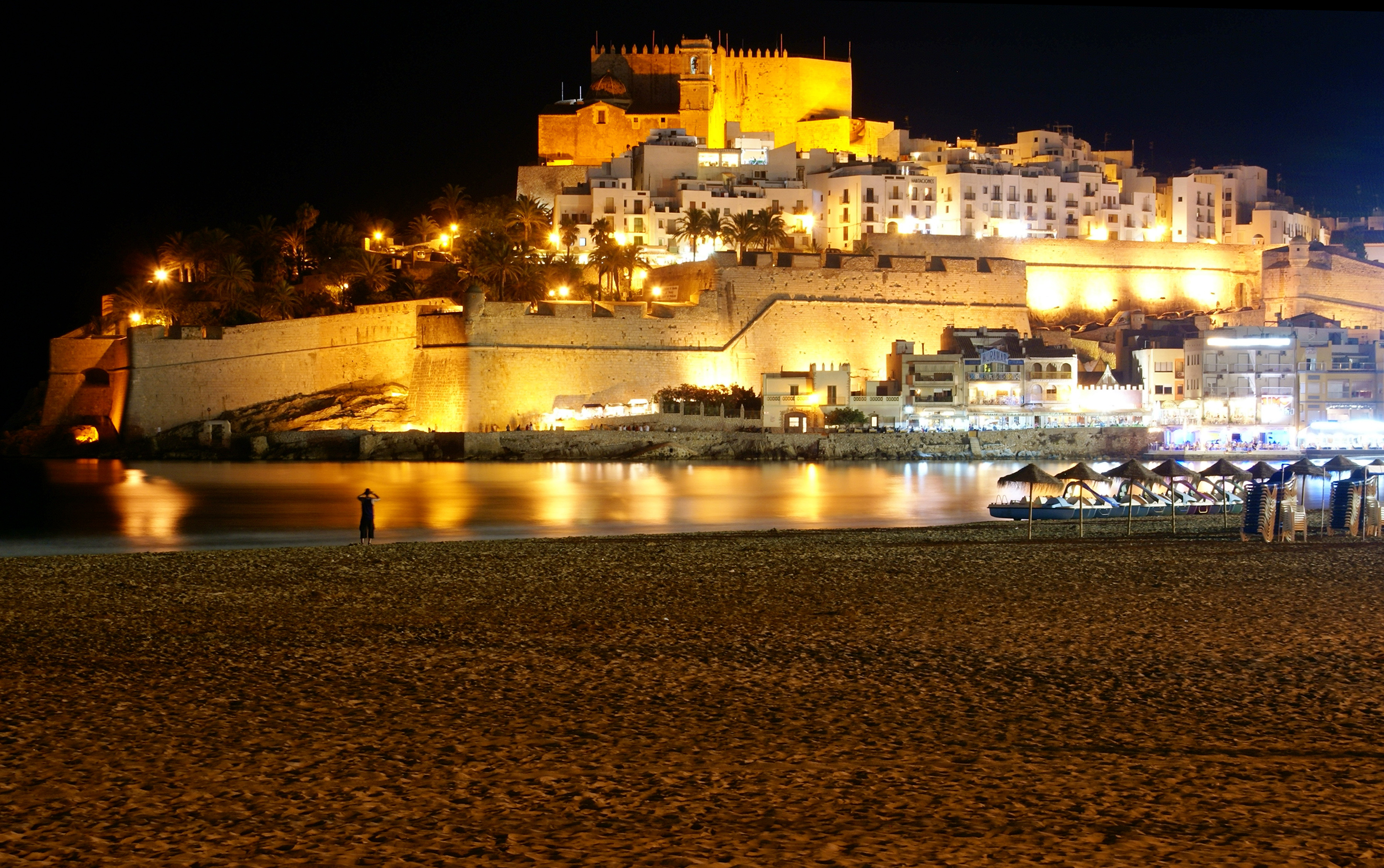
Vista nocturna del casco histórico.

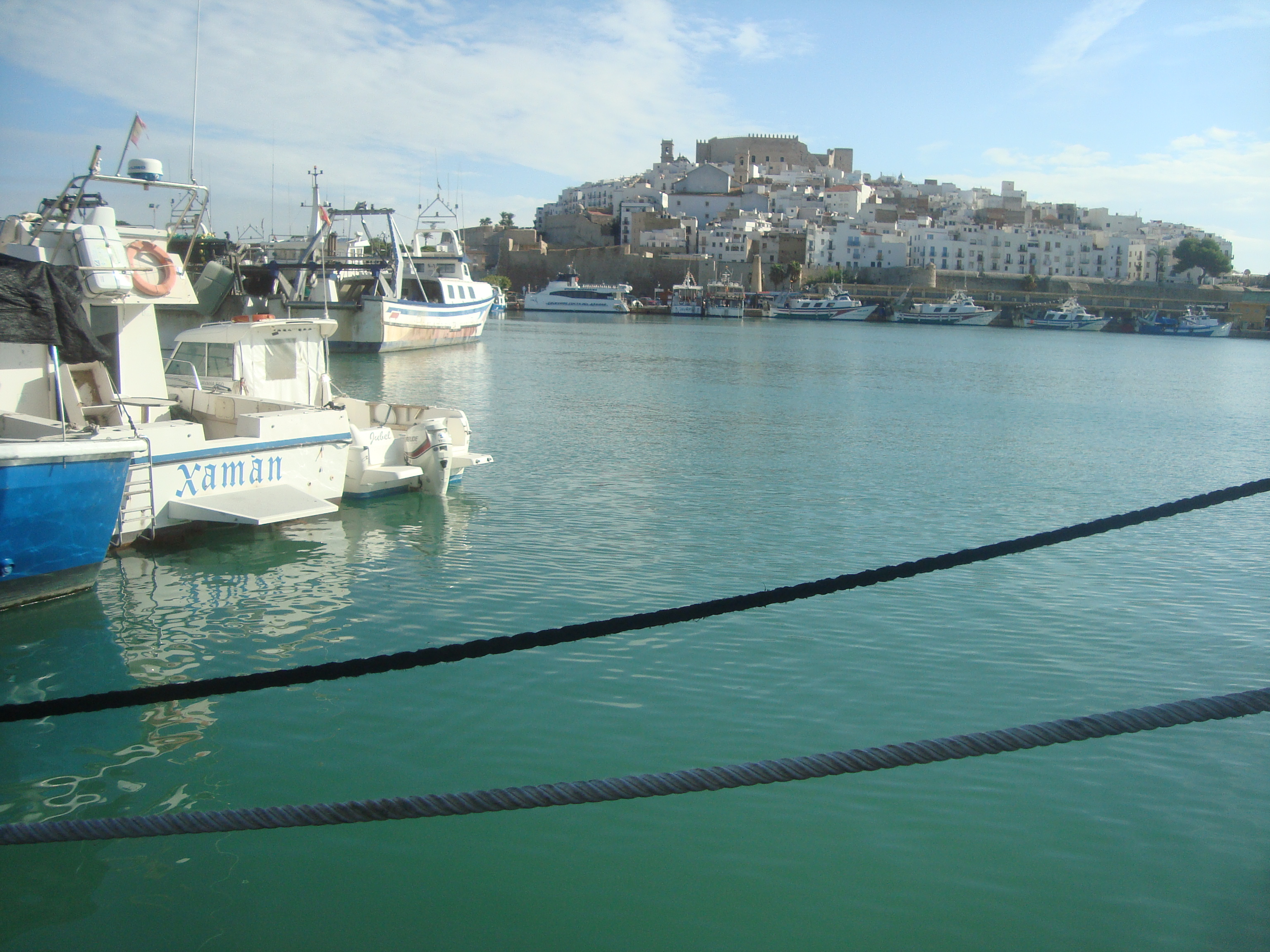
Puerto pesquero de Peñíscola.

Además del castillo templario, la ciudad cuenta con las murallas que Felipe II encargó al arquitecto militar italiano Giovanni Battista Antonelli, que fue quien las diseñó, siendo construidas entre 1576 y 1578. El Portal Fosc, llamado asimismo de Felipe II, es una de las tres entradas al casco histórico de Peñíscola; fue construido en 1578 y se atribuye su autoría al arquitecto Juan de Herrera.
El Portal de San Pedro, o del Papa Luna, muestra en su parte central el blasón en piedra de Pedro Martínez de Luna. Era el acceso a la fortaleza desde el mar cuando las aguas llegaban al pie de la muralla y las barcas varaban en la misma rampa al pie de este portal. Lo mandó construir el Papa Luna en 1414.
Otros lugares de interés son:
- La marjal de Peñíscola. Es uno de los últimos humedales del Mediterráneo el ecosistema constituye el último refugio del samaruc.
- La iglesia parroquial de Santa María, anteriormente nombrada de la Virgen del Socorro, con tracería gótica del siglo XV en parte de ella y elementos arquitectónicos (ménsulas esculturadas) y puerta de tradición románica. En ella fue nombrado obispo Alonso de Borja, miembro de la casa de Borja o Borgia, que posteriormente sería elegido papa con el nombre de Calixto III.
- La ermita de la Virgen de la Ermitana, junto al castillo, en la que se alberga la imagen de la patrona de la ciudad. Fue construida a principios del siglo XVIII a expensas del gobernador de la ciudad, Sancho de Echevarría. Cuenta con una fachada de sillar, del típico barroco valenciano.
- La ermita de San Antonio.
- El parque de artillería, zona de casamatas y polvorines rodeados de jardines.
- El Museo del Mar, donde se pueden encontrar exposiciones sobre la pesca y la navegación en la ciudad desde la antigüedad.
- El Bufador, que es una gran brecha entre las rocas por la que «respira» el mar en los días de temporal.
- El Parque natural de la Sierra de Irta, reserva de fauna y flora. En él se encuentra la ermita de San Antonio, la Torre Badum o el Mas del Senyor entre otras construcciones. Son los últimos 14 km de costa virgen en el Mediterráneo desde Francia hasta cabo de Gata (Almería).
- La reserva de aves, reserva que está al pie del castillo de Papa Luna mirando a la zona hotelera.

## Cultura

### Cine y televisión
Peñíscola ha sido escenario del rodaje de distintas producciones comoː
- Calabuch (1954) de Luis García Berlanga.[12]
- El Cid (1961) de Anthony Mann, protagonizada por Charlton Heston, Sophia Loren y Raf Valone.[13]
- El hijo del cura (1982) de Mariano Ozores.
- París-Tombuctú (1999) la que sería la última película dirigida por Luis García Berlanga.
- Se han rodado los exteriores de la serie el Chiringuito de Pepe de Telecinco.[14]
- Se han rodado escenas en el castillo del Papa Luna de la serie Juego de Tronos.[15][16]
- En El Ministerio del Tiempo se rodaron exteriores en enero de 2017 para el episodio 23, Tiempo de Espías, usando una playa en el paraje natural de la Sierra de Irta, cercano a la Torre Badum, para simular que era la localidad de Punta Umbría.[17] En abril del mismo año se rodó en el castillo para otro capítulo, donde el protagonista sería el propio Papa Luna.[18]

### Eventos culturales
- Durante los meses de julio y agosto se celebra el Festival de Teatro Clásico Castillo de Peñíscola.
- En agosto, se celebra el Festival Internacional de Música Antigua y Barroca.
- Ya en septiembre, en el salón gótico del castillo y en el auditorio y palacio de Congresos de la ciudad, se celebra el Ciclo de Conciertos de Música Clásica.
- Al finalizar el año se puede disfrutar de un mercado medieval dentro de la zona amurallada.
- Desde 2003 y durante todo el mes de julio, se celebra un Festival Internacional de Jazz por el que han pasado figuras tan relevantes como Bebo Valdés, Diana Krall, George Benson, Al Jarreau, Wynton Marsalis, Pat Metheny, Kenny Barron, Kevin Mahogany, Madeleine Peyroux, Iván Lins, Cassandra Wilson, Eliane Elias, Carmen Lundy, Chucho Valdés, Bill Evans, Benny Golson y otras muchas figuras del jazz internacional, que han consolidado al Festival de Peñíscola como uno de los más importantes del panorama estival.

### Entidades culturales
Algunas entidades culturales de Peñíscola son la Banda de Música «Nuestra Señora de la Ermitana», la Asociación Cultural de Moros y Cristianos, la Asociación de Danzas, la revista «Peñíscola, Ciudad en el Mar» y la Asociación "Camí Vell" que edita la revista L'Argilaga.

### Fiestas locales
- San Antonio Abad. Fiesta patronal, se celebra el 17 de enero.
- Carnavales. Se celebran durante durante un fin de semana de febrero.
- San Isidro. La fiesta se celebra en el mes de mayo.
- San Pedro. La fiesta se celebra a finales de junio. Se realizan verbenas populares y suelta de vaquillas.
- Fiestas patronales. Se celebran a partir de la noche del 7 de septiembre, en honor de la patrona de la localidad, la Virgen de la Ermitana. Han sido declaradas de Interés turístico Nacional. Los días principales son el 8 y 9 de septiembre, en los cuales se realiza la máxima expresión de estas fiestas «Les Danses» o las Danzas, que engloban música, baile, actividades lúdicas, ritos y modos públicos de convivencia. El último fin de semana se desarrollan desfiles de Moros y Cristianos.
- Romería a la ermita de San Antonio. La romería se realiza el domingo siguiente al de Pascua de Resurrección.

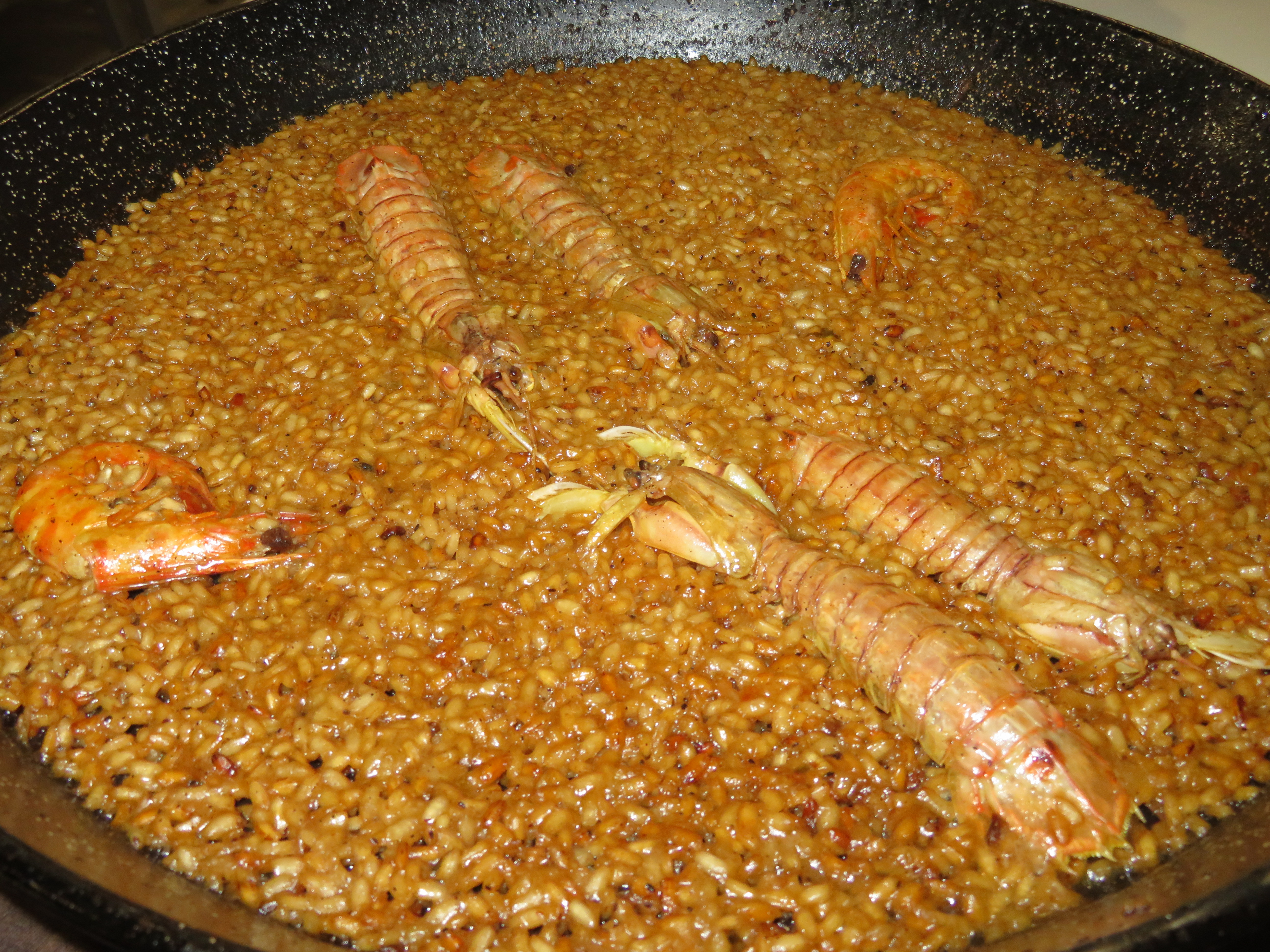
Arrossejat con galeras y langostinos, gastronomía marinera

### Gastronomía

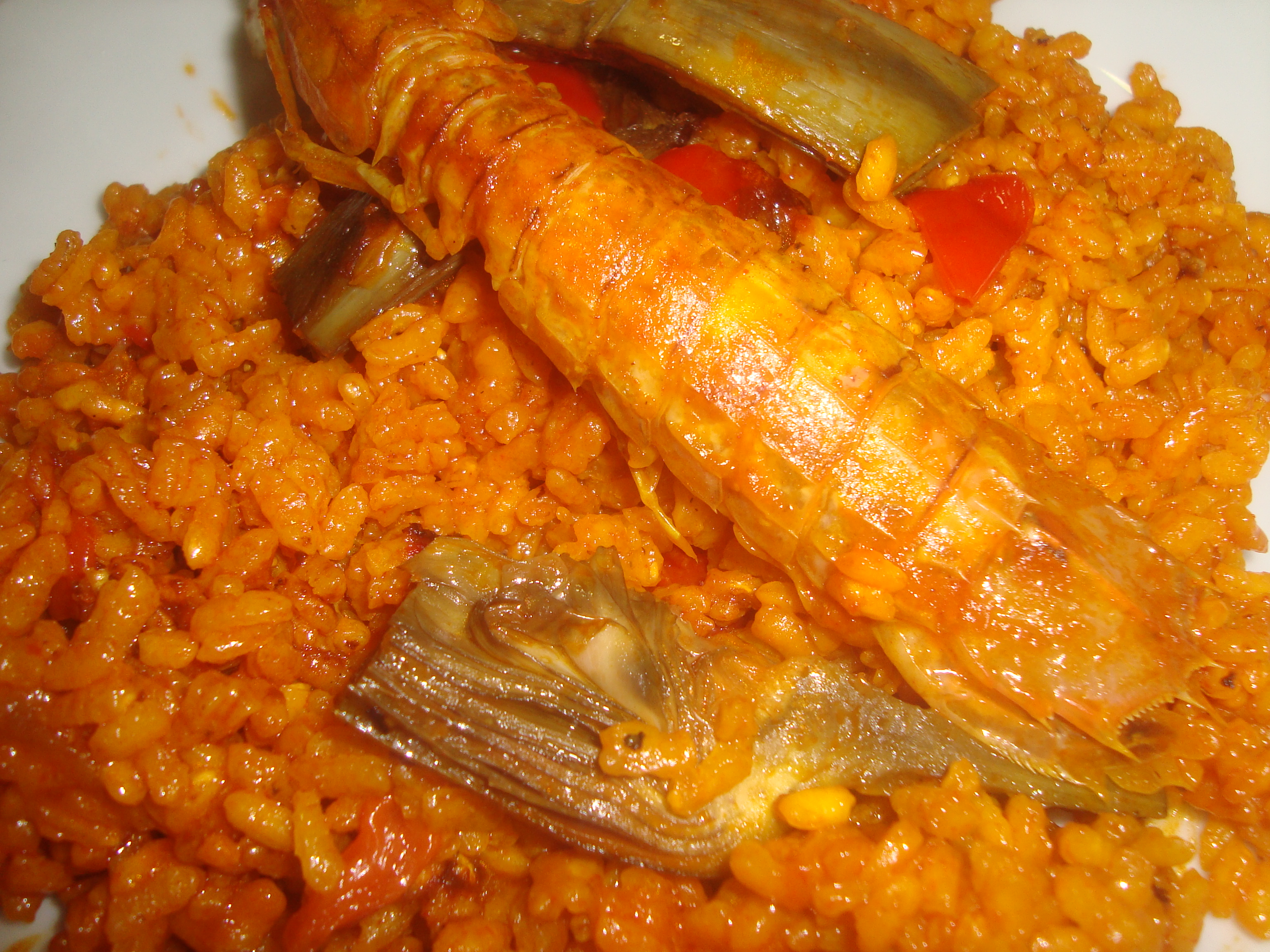
Arroz con galeras y alcachofas.

En la tradición marinera y pesquera de la localidad, junto con la huerta, se halla el fundamento de su gastronomía. En la cocina peñiscolana destacan los all i pebre de rape o pulpitos (polpet), el suquet de pescado o remescló, la paelleta, así como los mariscos, dátiles de mar, caracoles (caragol punxent), mejillones, cigalas, etc. Los diferentes arroces en sus variedades marineras, el arrosejat o arroz a banda, la paella y la fideuà, también son parte fundamental de la dieta de estas tierras. Como plato típico de cocido local cuenta con la olleta.

## Administración y política
| Periodo   | Nombre                                                            | Partido               |
| --------- | ----------------------------------------------------------------- | --------------------- |
| 1979-1983 | Ramón Rovira Pauner                                               | Independiente         |
| 1983-1987 | Rafael Serrat Biosca                                              | PSPV-PSOE             |
| 1987-1991 | Rafael Serrat Biosca                                              | PSPV-PSOE             |
| 1991-1995 | Ricardo Albiol Martín                                             | PPCV                  |
| 1995-1999 | Constantino Simó Martínez Carlos Caspe Gracía Ramón Rovira Pauner | PPCV UV Independiente |
| 1999-2003 | Rafael Serrat Biosca / Andrés Martínez Castellà                   | IDP PPCV              |
| 2003-2007 | Andrés Martínez Castellà                                          | PPCV                  |
| 2007-2011 | Andrés Martínez Castellà                                          | PPCV                  |
| 2011-2015 | Andrés Martínez Castellà                                          | PPCV                  |
| 2015-2019 | Andrés Martínez Castellà                                          | PPCV                  |
| 2019-2023 | Andrés Martínez Castellà                                          | PPCV                  |
| 2023-act. | Andrés Martínez Castellà                                          | PPCV                  |

### Resultados electorales
| Elecciones municipales de 2023 en Peñíscola | Elecciones municipales de 2023 en Peñíscola            | Elecciones municipales de 2023 en Peñíscola | Elecciones municipales de 2023 en Peñíscola | Elecciones municipales de 2023 en Peñíscola | Elecciones municipales de 2023 en Peñíscola | Elecciones municipales de 2023 en Peñíscola |  |
| Candidatura                                 | Candidatura                                            | Candidato/a                                 | Sufragios                                   | Sufragios                                   | Concejales                                  | Concejales                                  |  |
| Candidatura                                 | Candidatura                                            | Candidato/a                                 | Votos                                       | %                                           | Con.                                        |                                             |  |
| ------------------------------------------- | ------------------------------------------------------ | ------------------------------------------- | ------------------------------------------- | ------------------------------------------- | ------------------------------------------- | ------------------------------------------- |  |
|                                             | Partido Popular de la Comunidad Valenciana (PPCV)      | Andrés Martínez Castellà                    | 1904                                        | 52,77%                                      | 7                                           | Sin cambios                                 |  |
|                                             | Vox (VOX)                                              | Luis Gil Roca                               | 718                                         | 19,90%                                      | 3                                           | 3                                           |  |
|                                             | Partido Socialista del País Valenciano (PSPV-PSOE)     | Queremón Riba Guzmán                        | 565                                         | 15,65%                                      | 2                                           | 1                                           |  |
|                                             | Compromís per Peñíscola: acord per guanyar (Compromís) | Juan Ignacio Carrasco Roig                  | 324                                         | 8,98%                                       | 1                                           | 1                                           |  |
|                                             |                                                        |                                             |                                             |                                             |                                             |                                             |  |
|                                             | Peñíscola Libre y Próspera (PNLYP)                     | Fermín Raya Albaladejo                      | 51                                          | 1,41%                                       | 0                                           | -                                           |  |
| Votos en blanco                             | Votos en blanco                                        | Votos en blanco                             | 46                                          | 1,27%                                       | n/a                                         | n/a                                         |  |
| Votos válidos                               | Votos válidos                                          | Votos válidos                               | 3608                                        | 98,17%                                      | 13                                          | 13                                          |  |
| Votos nulos                                 | Votos nulos                                            | Votos nulos                                 | 67                                          | 1,82%                                       | n/a                                         | n/a                                         |  |
| Votantes                                    | Votantes                                               | Votantes                                    | 3675                                        | 67,43%                                      | n/a                                         | n/a                                         |  |
| Abstenciones                                | Abstenciones                                           | Abstenciones                                | 1775                                        | 32,57%                                      | n/a                                         | n/a                                         |  |
| Electores                                   | Electores                                              | Electores                                   | 5450                                        | 100%                                        | n/a                                         | n/a                                         |  |

### Agrupaciones políticas locales
La corporación municipal del Ayuntamiento de Peñíscola está constituida por trece concejales, incluyendo al alcalde, que representan cuatro fuerzas políticas, que en la actualidad son el Partido Popular, el Partido Socialista Obrero Español, Compromís y Vox. Todos ellos constituyen el Pleno municipal.
En la actividad municipal del Ayuntamiento de Peñíscola participan en la actualidad diversas agrupaciones políticas. Los grupos políticos municipales representados actualmente o que han sido representados son los siguientes:
- Partido Popular (PP): es el grupo mayoritario que gobierna en mayoría absoluta en el Ayuntamiento de Peñíscola bajo la presidencia del alcalde, Andrés Martínez Castellà, y un total de siete concejales.
- Partido Socialista Obrero Español (PSPV-PSOE): es uno de los grupos de la oposición que participa activamente en la actividad municipal de la ciudad a través de las sesiones plenarias, las Juntas de Portavoces y las sesiones informativas. El PSPV-PSOE está representado en Peñíscola por dos concejales y Queremón Riba es su portavoz.
- Compromís: actualmente, es la cuarta fuerza política del consistorio y tiene un concejal. Juan Marcos Bayarri es su portavoz.
- Ciudadanos: partido político español que perdió su representación en el Ayuntamiento.
- Esquerra Unida del País Valencià (EU): obtuvo representación en Peñíscola en las elecciones de 2011, donde va presentó una lista electoral formada por independientes, siendo elegido como concejal Rafael Serrat Biosca, exalcalde de la ciudad.
- Independents de Peníscola (IDP): fue un partido de carácter local fundado el año 1999. En las elecciones de 1999 obtuvo tres concejales, y su candidato, Rafael Serrat Biosca, gracias a un pacto con el PP, consiguió la alcaldía durante 3 años, cediendo los últimos trece meses de legislatura al PP, como se había pactado. No obtuvo representación en las elecciones de 2003 y no participó en les de 2007. Posteriormente, en las elecciones locales de 2011, el que fue concejal y alcalde con IDP, Rafael Serrat Biosca, se presentó como independiente dentro de la lista de Esquerra Unida del País Valencià, siendo elegido concejal.
- Agrupación Democrática Peñíscolana (ADP): Partido local independiente, inscrito el 25 de mayo de 1991, que se presentó a las elecciones municipales de 1991, consiguiendo el 10% de los votos y un concejal (José Antonio Boix González), que fue clave para dar la alcaldía a Ricardo Albiol Martín (PP).
- Agrupación de electores La Roca: en las elecciones de 2015 obtuvo 3 concejales, pero los perdió en los siguientes comicios y ya no ha vuelto a tener representación en el Ayuntamiento.
- Vox: irrumpió en las elecciones de 2023 con 3 concejales. Su portavoz es Luis Gil.

## Deporte
El club deportivo más destacado de Peñíscola es el Peñíscola Fútbol Sala que juega en la segunda división de fútbol sala y ha estado durante varias temporadas en la primera división de fútbol sala dónde incluso ha llegado a disputar play-offs por el título de liga.

## Ciudad hermanada
- Fuenterrabía, España (1997)